# Vuelo 502 de LANSA (Perú)
El Vuelo 502 de LANSA Perú fue un vuelo que se estrelló el 9 de agosto de 1970 poco después de despegar del Aeropuerto de Quispiquilla, hoy Aeropuerto Internacional Alejandro Velasco Astete, en la ciudad peruana de Cuzco, después de perder uno de sus motores. El avión turbohélice, un Lockheed L-188A Electra registrado con la matrícula OB-R-939, se dirigía hacia la ciudad de Lima, llevando a 9 tripulantes y 91 pasajeros. 
Todos menos uno de los ocupantes murieron a causa de las lesiones sufridas por la fuerza de impacto. Dos personas en tierra también fallecieron. La investigación realizada por el gobierno peruano llegó a la conclusión de que el accidente fue causado por el manejo incorrecto de la maniobra de despegue por parte de la tripulación de vuelo, la falta de mantenimiento y la sobrecarga (punto discutido). La empresa LANSA fue multada y sus operaciones fueron suspendidas durante 90 días.

## Antecedentes
Más de la mitad de los pasajeros pertenecían a un mismo grupo de jóvenes de un programa de intercambio de la International Fellowship, que estaba compuesto por 49 estudiantes estadounidenses de secundaria, junto con sus profesores, familiares y guías, que regresaban de una visita al santuario de Machu Picchu hacia sus casas de acogida en la ciudad de Lima. La hija del entonces alcalde de Lima Luis Bedoya Reyes también acompañaba al grupo. El 9 de agosto de 1970 fue un domingo, el vuelo 502 estaba previsto inicialmente para despegar desde el Cuzco a las 8:30 a. m., pero dado que muchos de los miembros del grupo americano querían visitar el mercado de artesanía de  Písac antes de partir hacia Lima, la aerolínea aplazó la hora de salida hasta las 2:45 p. m.. El Aeropuerto Internacional Alejandro Velasco Astete está situado a 4,8 km al sureste de la ciudad de Cusco, en un pequeño valle alto de los Andes, a una altitud de 3310 m s. n. m.. El mes de agosto transcurre durante el  invierno del hemisferio sur.

## Secuencia del accidente
Alrededor de las 2:55 p. m., el avión de motor turbohélice Lockheed L-188A Electra comenzó su carrera de despegue en dirección hacia el este. En algún momento durante la carrera de despegue o el ascenso inicial, el tercer motor falló y se incendió. La tripulación continuó el despegue y el ascenso, según el procedimiento establecido, utilizando el poder de los otros tres motores. El piloto llamó por radio a la torre de control para informar acerca de lo que estaba sucediendo y la torre de control autorizó al piloto a realizar de inmediato un aterrizaje de emergencia. Mientras que el motor número tres estaba totalmente envuelto en llamas, el piloto retractó los flaps (lo que se considera un error máximo si pensaba intentar un aterrizaje de emergencia, ya que requería de la mayor sustentación posible) moviendo el avión hacia la izquierda de la pista de aterrizaje. La aeronave ascendió a unos 30 o 40 grados, luego rápidamente perdió altura y se estrelló en un terreno montañoso aproximadamente a 4 km al este de la pista, encima del pueblo de San Jerónimo. Todos a bordo fallecieron excepto el copiloto, que fue encontrado en estado de shock entre los restos del avión, habiendo sufrido quemaduras graves en gran parte del cuerpo. Dos campesinos que se encontraban en tierra también fallecieron.

## Investigación
Luego de la investigación del accidente, el gobierno peruano señaló en su informe final que la causa probable del accidente fue el manejo incorrecto del procedimiento de despegue por parte de la tripulación de vuelo, la falta de mantenimiento y la sobrecarga (este último es un punto discutido puesto que el L-188A tenía aún margen de peso, esto es, técnicamente no estaba sobrecargado) . Durante el proceso de investigación se encontraron evidencias de encubrimiento y falsificación de registros de mantenimiento. El gobierno peruano posteriormente multó a la aerolínea y a algunos de sus empleados, y le fue suspendida su licencia de operación durante 90 días.

## Repercusiones
Aproximadamente un año después del accidente, un monumento de una gran cruz blanca con una placa adjunta se erigió en el lugar del accidente para recordar a las víctimas del vuelo 502 de LANSA. En el año 2006, debido a la construcción de nuevas viviendas en el terreno y bajo presión del senador Chuck Schumer y el Departamento de Estado de los Estados Unidos, las autoridades peruanas decidieron reubicar el monumento a unos 46 m de distancia como medida de protección.